# گلا چارکویانی
گلا چارکویانی (به گرجی: გელა ჩარკვიანი) (۱ مارس ۱۹۳۹ – ۹ نوامبر ۲۰۲۱) دیپلمات گرجی و شخصیت تلویزیونی بود. او از سال ۱۹۸۴ تا ۱۹۹۲ نایب رئیس جمعیت روابط فرهنگی گرجستان بود و از سال ۱۹۹۲ تا ۲۰۰۳ به عنوان مشاور ارشد سیاست خارجی ادوارد شواردنادزه فعالیت می‌کرد. میخیل ساآکاشویلی در سال ۲۰۰۵ وی را به عنوان سخنگوی خود و در سال ۲۰۰۶ به عنوان سفیر گرجستان در انگلستان و ایرلند منصوب کرد.

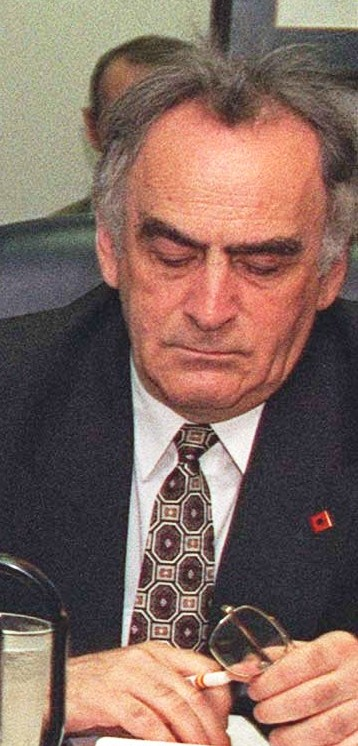
در دیدار با ویلیام اس. کوهن